# ماهی (غذا)

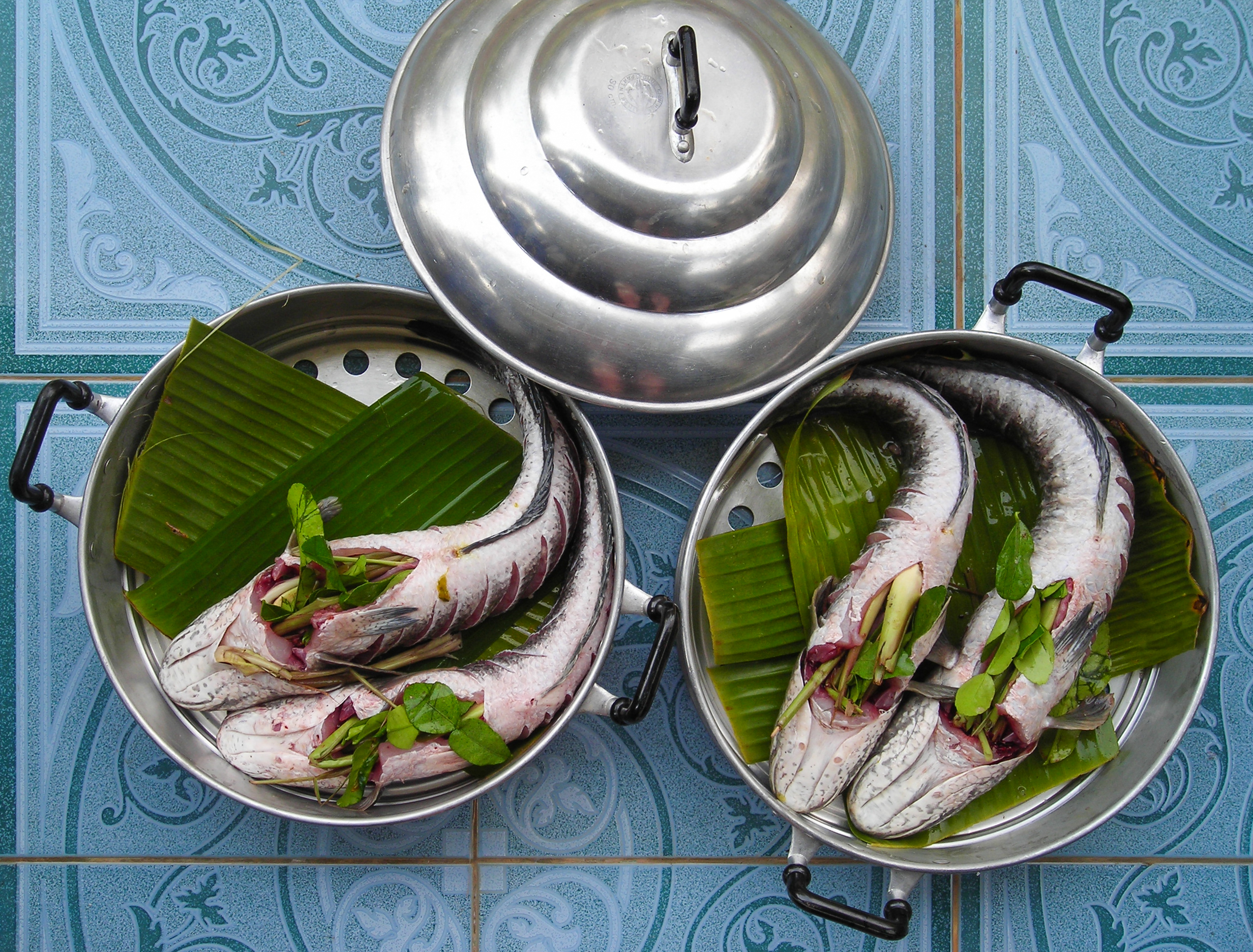
ماهی پر شده با سبزیجات

گونه‌های بسیاری از ماهیها به عنوان خوراک مصرف می‌شوند و این مطلب در همهٔ دین‌ها پذیرفته شده‌است. منظور از ماهی، اشاره به انواع حلزون صدف‌دار، نرم‌تنان، سخت‌پوستان و خارپوستان است. در زبان فارسی عبارت متفاوتی برای ماهی به عنوان خوراک و ماهی به عنوان یک جانور وجود ندارد اما در برخی زبان‌ها مانند اسپانیایی این تفاوت وجود دارد. منظور از خوراک دریایی نیز هرگونه ماهی است که از اقیانوس، دریا یا هرگونه زندگی آبی دیگر صید می‌شود.

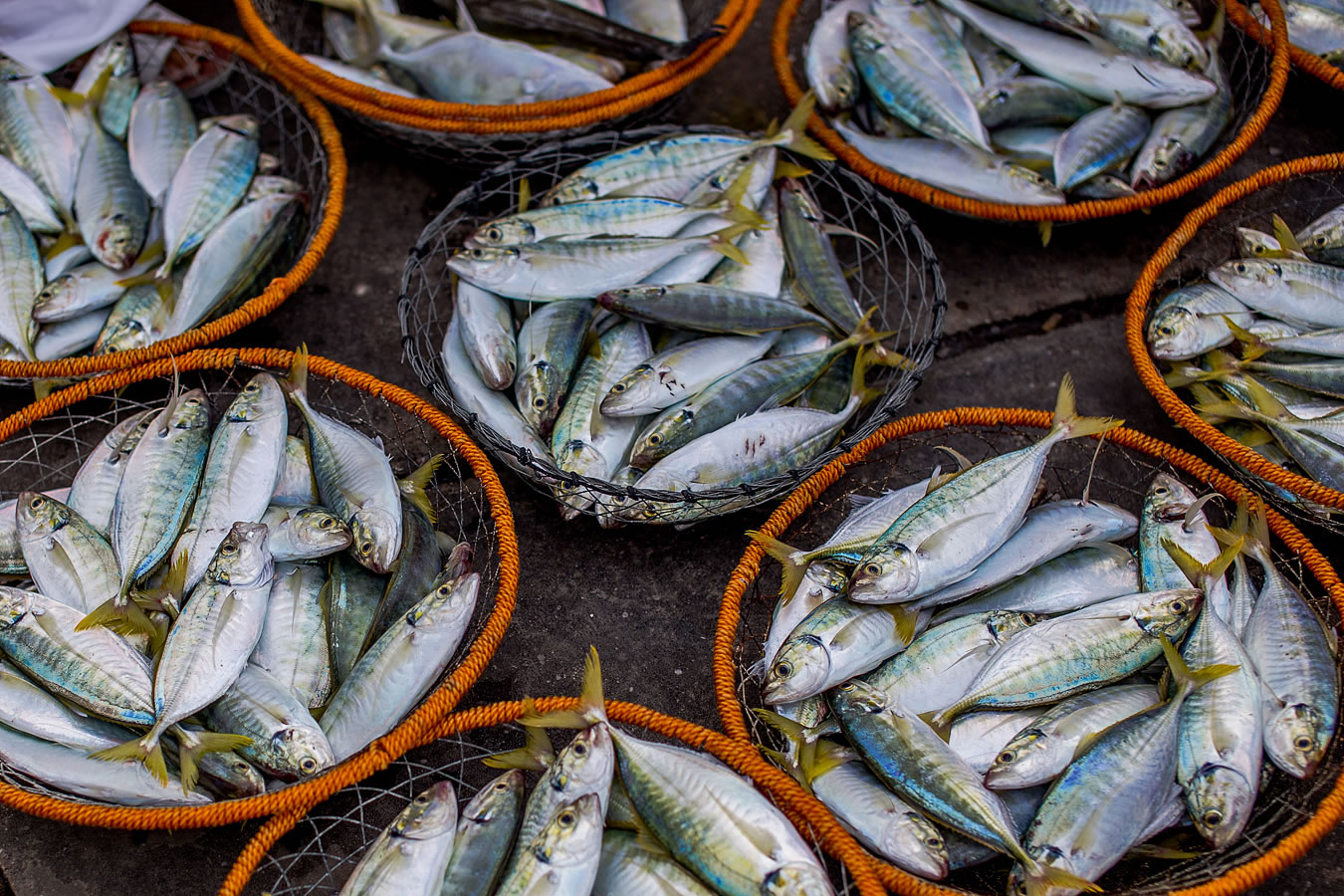
ماهی‌های آماده برای فروش در سبد

## گونه‌ها
تا کنون بیش از ۳۲ هزار گونه ماهی توصیف شده‌است اما تنها شمار اندکی از گونه‌های آنها خوراک انسان اند.
| گونه‌هایی از ماهی و حلزون صدف‌دار که بیشتر خوراک انسان اند | گونه‌هایی از ماهی و حلزون صدف‌دار که بیشتر خوراک انسان اند | گونه‌هایی از ماهی و حلزون صدف‌دار که بیشتر خوراک انسان اند | گونه‌هایی از ماهی و حلزون صدف‌دار که بیشتر خوراک انسان اند                                                                            |
|                                                          | مزهٔ ملایم (ملس) | مزهٔ متوسط | مزهٔ غلیظ |
| -------------------------------------------------------- | --- | --- | --- |
| بافت نازک                                                | ماهی پینه‌دوز، کفشک (ماهی), hake, ماهی خوش‌گوشت، سیمین‌ماهی رنگین‌کمان، قزل‌آلای رنگین‌کمان، صدف دوکفه‌ای سفت، خرچنگ شناگر آبی‌رنگ، peekytoe crab, خرچنگ وجب‌کن، سپیداج، صدف چروک شرقی، صدف ژاپنی | موتوماهیان، شاه‌ماهی، روغن‌ماهی دراز، راشگوماهیان، orange roughy, سوف سرخ، Lake Victoria perch, لوتی زرد، European oyster, توتیای دریایی                               | ماهی خال‌خالی اطلس |
| بافت متوسط                                               | Black sea bass, ماهی خاردار اروپایی، hybrid striped bass, سیم (ماهی), ماهی روغن، شوریده‌ماهیان، روغن‌ماهی کوچک، ماهی هوکی، زغال‌ماهی آلاسکا، صخره‌ماهیان، آزادماهی صورتی، سرخوی شمالی، تیلاپیا، سپرماهی، ماهی دیواربین، lake whitefish, گرگ‌ماهیان، صدف نرم‌پوسته، surf clam, صدف راه‌راه، Jonah crab, snow crab, خارچنگ، گوش‌ماهی خلیج، Chinese white shrimp | شبدیزماهی، آزادماهی اطلس، ماهی آزاد کوهو، چارگوش‌ماهی، خرچنگ دانجنس، شاه خرچنگ، صدف کبود، صدف لبه‌سبز، pink shrimp                                                     | چرب‌گوشت، آزادماهی جویبار، آزادماهی سگی، شاه‌ماهی آمریکایی                                                                            |
| بافت سخت                                                 | قزل‌آلای آلپ، carp, گربه‌ماهی‌سانان، dory, هامور (سرده), لوزی‌ماهی، پلیدماهی، پرستوماهی، حلوای دوور، ماهیان خاویاری، کاشی‌ماهی، واهو، بوری، abalone, conch, stone crab, شاه‌میگوی آمریکایی، شاه‌میگوی تیغی، هشت‌پا، میگوی ببری بزرگ، شاه‌میگوی رودخانه‌ای، gulf shrimp, میگوی پاسفید، ماهی مرکب                                                                 | Barramundi, روغن‌ماهی‌نما، کوسه‌های خاردار، kingklip, گالیت، ماه‌ماهی، mako shark, شمشیرماهی، تن باله‌دراز، گیدر، صدف خرطوم‌دار، squat lobster, جاینت اسکالوپ، rock shrimp | کوترماهیان، دندان‌ماهی پاتاگونیا، سوکلا، شوریده اطلسی، مارماهی‌سانان، نیزه‌ماهی آبی‌رنگ اطلس، کفال راه‌راه، sockeye salmon, bluefin tuna |

## آماده‌سازی
ماهی‌ها به روش‌های گوناگونی برای خوراک آماده می‌شوند. ماهی می‌تواند به صورت خام مصرف شود (مانند ساشی‌می)؛ یا می‌تواند مزهٔ آن با روش‌هایی مانند خواباندن تغییر کند (مانند سویچه) یا روش ترشی انداختن یا دودی کردن (مانند آزادماهی دودی) روی آن دگرگونی ایجاد کند یا می‌توان آن را به روش‌های تنوری کردن، سرخ کردن (مانند چیپس و ماهی)، کباب کردن شبکه‌ای، تنگاب‌پزی یا بخارپز کردن کاملاً پخت.
بسیاری از روش‌های فراوری که در طول زمان بر روی ماهی صورت گرفته واقعاً نیاز نیست اما چون مزهٔ نهایی مورد پسند مردم بوده، همچنان صورت می‌گیرند.

## نظر شیعه در مورد خوردن گوشت ماهیان
از نظر شیعه خوردن میگو حلال است اما دیگر موجودات آبزی، تنها درصورت داشتن این دو شرط حلال هستند:
اول، ظاهر آن‌ها به شکل ماهی باشد.
دوم، به‌طور طبیعی روی بدنشان پولک داشته باشد؛ پس اگر در هنگام صید بترسند و پولکشان بریزد آسیبی به حلال بودن آن‌ها نمی‌زند؛ بنابراین اگر موجودی آبزی (به جز میگو)، ظاهرش به شکل شناخته شده ماهی نبود، خوردن گوشتش حرام خواهد بود؛ مثل هشت پا، یا اگر شکل آن به مانند ماهی بود؛ ولی پولک نداشت باز هم خوردن آن حرام می‌باشد؛ مانند کوسه و دلفین که ظاهری به مانند ماهی دارند اما پوست آن‌ها فاقد پولک است.